# Liste der Biografien/Sr
Liste der Biografien |
Portal Biografien |
Personensuche
# |
A |
B |
C |
D |
E |
F |
G |
H |
I |
J |
K |
L |
M |
N |
O |
P |
Q |
R |
S |
T |
U |
V |
W |
X |
Y |
Z |
?
 
Sa |
Sb |
Sc |
Sd |
Se |
Sf |
Sg |
Sh |
Si |
Sj |
Sk |
Sl |
Sm |
Sn |
So |
Sp |
Sq |
Sr |
Ss |
St |
Su |
Sv |
Sw |
Sy |
Sz
Die Liste der Biografien führt alle Personen auf, die in der deutschsprachigen Wikipedia einen Artikel haben. Dieses ist eine Teilliste mit 148 Einträgen von Personen, deren Namen mit den Buchstaben „Sr“ beginnt.

## Sr

### Sra
- Sraffa, Piero (1898–1983), italienischer Wirtschaftswissenschaftler
- Sräga, Gudrun (* 1955), deutsche Diplomatin
- Sräga, Jennifer (* 2000), deutsche Golferin
- Srajer, Leonhard (* 1987), österreichischer Schauspieler
- Sraka, Raša (* 1979), slowenische Judoka
- Srakić, Marin (* 1937), jugoslawischer bzw. kroatischer Geistlicher, emeritierter Erzbischof von Đakovo und Syrmien
- Šramek, Alfred (1951–2016), österreichischer Opernsänger in den Stimmlagen Bass und Bassbariton
- Sramek, Christoph (* 1950), deutscher Musikhistoriker und -kritiker
- Šrámek, Fráňa (1877–1952), tschechischer Dichter, Schriftsteller und Dramatiker
- Šrámek, Jan (1870–1956), tschechischer Geistlicher und tschechoslowakischer Politiker
- Šrámek, Ladislav (* 1946), tschechischer Badmintonspieler
- Šrámek, Miroslav (* 1954), tschechischer Badmintonspieler
- Šrámek, Vladimír (1923–2004), slowakischer Komponist
- Šrámková, Alena (1929–2022), tschechische Architektin und Hochschullehrerin
- Šramková, Rebecca (* 1996), slowakische TennisspielerinRebecca Šramková (* 1996)

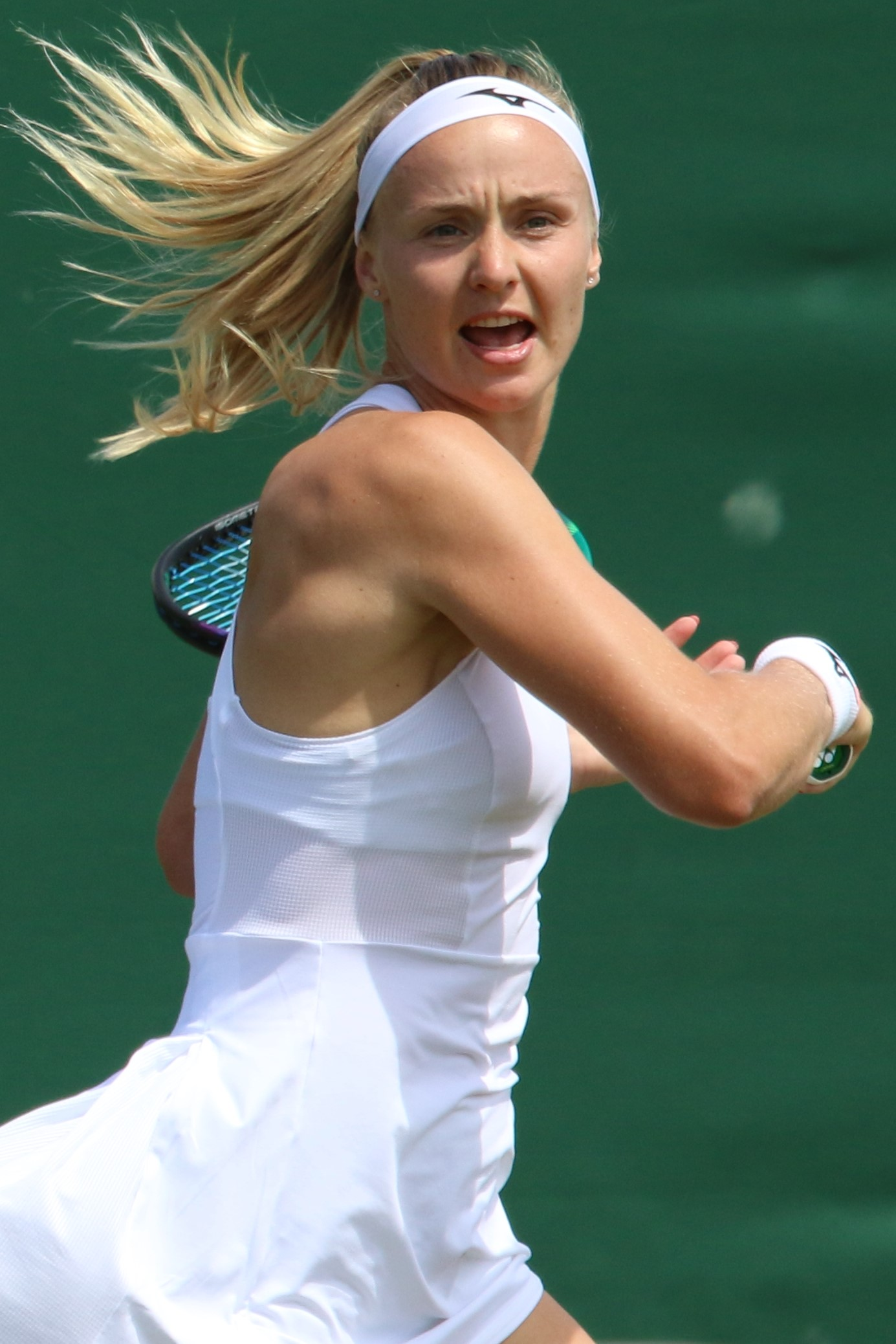
Rebecca Šramková (* 1996)

- Šrámková, Taťána (* 1954), tschechische Badmintonspielerin
- Srampickal, Joseph (* 1967), indischer Geistlicher, Bischof der syro-malabarischen Eparchie Großbritannien
- Šranková, Iveta (* 1963), slowakische Hockeyspielerin
- Srarfi, Amina (* 1958), tunesische Violinistin und Dirigentin
- Srarfi, Bassem (* 1997), tunesischer Fußballspieler

### Srb
- Srb, Jan (1898–1964), tschechoslowakischer Mathematiker
- Srb, Manfred (1941–2022), österreichischer Sozialarbeiter und Politiker (Grüne), Abgeordneter zum Nationalrat
- Srb, Václav (* 1987), tschechischer Grasskiläufer
- Srb, Vladimír (1856–1916), tschechischer Politiker und Jurist
- Srb-Debrnov, Josef (1836–1904), tschechischer Musikhistoriker und Publizist
- Srb-Schloßbauer, Wilhelm (1890–1972), deutscher Bildhauer
- Srbek, Erich (1908–1973), tschechoslowakischer Fußballspieler und -trainer
- Srbeny, Dennis (* 1994), deutscher FußballspielerDennis Srbeny (* 1994)

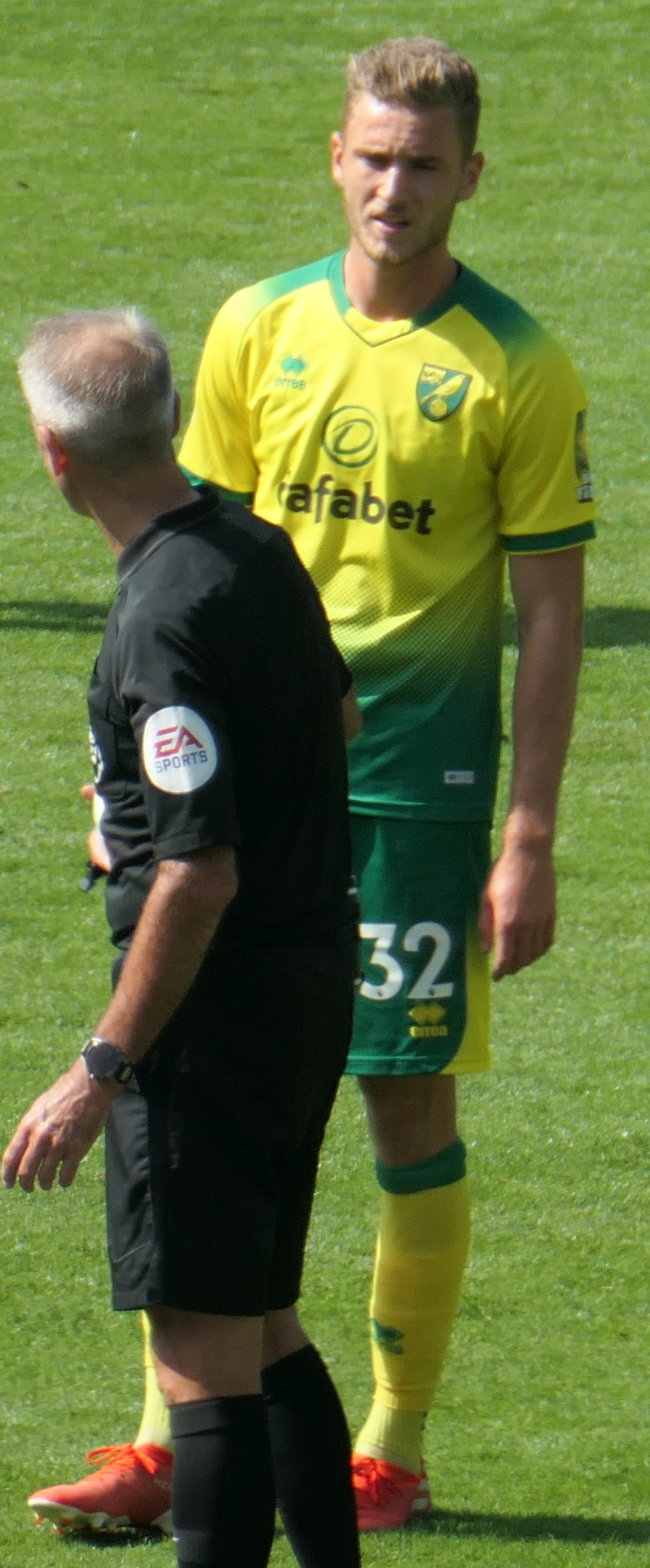
Dennis Srbeny (* 1994)

- Srbić, Tin (* 1996), kroatischer Turner
- Srbik, Heinrich (1878–1951), österreichischer Historiker und Politiker (NSDAP), MdR
- Srbik, Robert von (1878–1948), österreichischer Generaloberst und Glaziologe
- Srbljanović, Biljana (* 1970), serbische Dramatikerin
- Srbová, Tereza (* 1983), tschechische Filmschauspielerin und ModelTereza Srbová (* 1983)

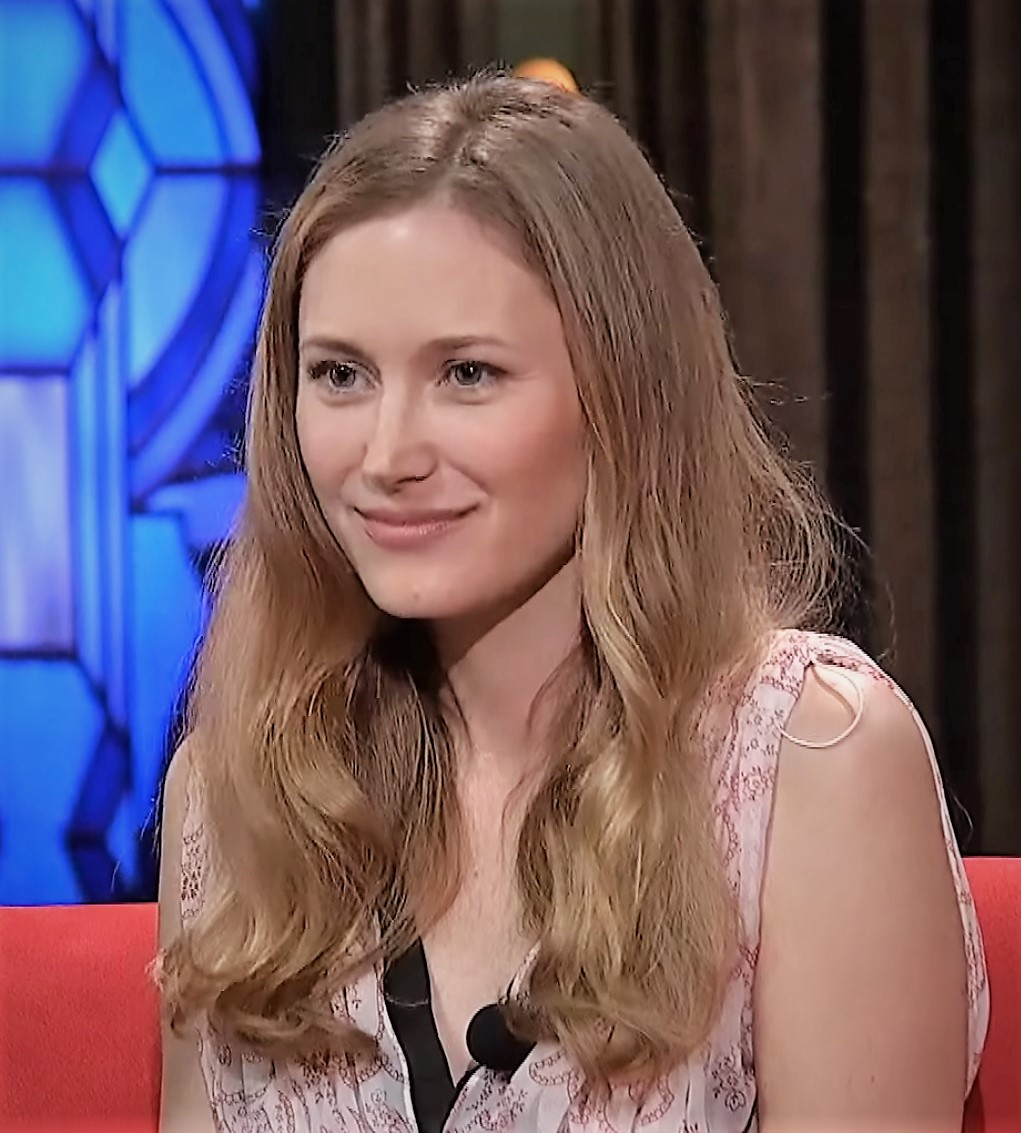
Tereza Srbová (* 1983)

- Srbuk (* 1994), armenische Sängerin

### Srd
- Srdić, Jana Putrle (* 1975), slowenische Lyrikerin, Übersetzerin und Kunstschaffende
- Srdić, Srđan (* 1977), serbischer Schriftsteller
- Srdínko, Jan (* 1974), tschechischer Eishockeyspieler
- Srdoč, Milan (1920–1988), jugoslawischer Schauspieler

### Sre
- Srebotnik, Katarina (* 1981), slowenische Tennisspielerin
- Srebotnjak, Alojz (1931–2010), jugoslawischer bzw. slowenischer Komponist und Hochschullehrer
- Srebrew, Atanas (* 1971), bulgarischer Schauspieler und Synchronsprecher
- Srebrnič, Ana (* 1984), slowenische Schachspielerin, -schiedsrichterin und -organisatorin
- Srebrny, Stefan (1890–1962), polnischer Klassischer Philologe
- Srecki, Éric (* 1964), französischer Degenfechter und Olympiasieger
- Sredl, Vivian (* 1951), deutsche Richterin am Bundespatentgericht
- Średnicki, Henryk (1955–2016), polnischer Boxer
- Srednicki, Mark (* 1955), US-amerikanischer theoretischer Physiker
- Sredzki, Gerda (1917–1995), deutsche Widerstandskämpferin
- Sredzki, Siegmund (1892–1944), deutscher Widerstandskämpfer gegen den Nationalsozialismus
- Sreedharan, E. (* 1932), indischer Ingenieur
- Sreedharan, Preeja (* 1982), indische Leichtathletin
- Sreejesh, P. R. (* 1988), indischer Hockeyspieler
- Sreenevasan, Ambiga (* 1956), malaysische Rechtsanwältin und Menschenrechtlerin
- Sreenivasan, T. P. (* 1944), indischer Diplomat
- Sreeshankar, Murali (* 1999), indischer Weitspringer
- Šreiner, Zdeněk (1954–2017), tschechischer Fußballspieler
- Sreiović, Miloš (* 1956), jugoslawischer Dreispringer
- Šrejber, Milan (* 1963), tschechoslowakischer Tennisspieler
- Srejović, Dragoslav (1931–1996), serbischer Archäologe
- Sremac, Stevan (1855–1906), serbischer Schriftsteller
- Sreš, Leon (* 1992), slowenischer Fußballspieler
- Sresnewskaja, Olga Ismailowna (1845–1930), russische Philologin und Übersetzerin
- Sresnewski, Boris Ismailowitsch (1857–1934), russischer Meteorologe und Hochschullehrer
- Sresnewski, Ismail Iwanowitsch (1812–1880), russischer Philologe, Paläograph, Slawist und Ethnograph
- Sresnewski, Wjatscheslaw Ismailowitsch (1849–1937), russischer Slawist, Fotopionier und Sportfunktionär
- Sretenović, Stevan (* 1995), serbischer Handballspieler
- Sretenović, Zoran (1964–2022), jugoslawischer bzw. serbischer Basketballspieler und -trainer
- Sretenski, Wassili Georgijewitsch (1860–1900), russischer Architekt
- Sretović, Marko (* 1987), serbischer Eishockeyspieler
- Srettha Thavisin (* 1962), thailändischer Politiker der Pheu-Thai-Partei

### Sri
- Sri Indraditya, Begründer der Phra Ruang-Dynastie des Königreichs Sukhothai
- Sribhashyam, T. K. (1940–2017), indischer Yogalehrer
- Sridanusil, Joseph Prathan (* 1946), thailändischer Ordensgeistlicher, römisch-katholischer Bischof von Surat Thani
- Sridevi (1963–2018), indische Filmschauspielerin
- Sridhar, Anup (* 1983), indischer Badmintonspieler
- Sridhar, C. V. (1933–2008), indischer Drehbuchautor, Filmregisseur und Filmproduzent
- Sridhar, Devi (* 1984), amerikanische Anthropologin und Hochschullehrerin
- Sridhar, Kishor (* 1972), deutscher Managementberater, Buchautor und Vortragsredner
- Sridhara, indischer Mathematiker
- Sridharan, Ashok-Alexander (* 1965), deutscher Politiker (CDU)Ashok-Alexander Sridharan (* 1965)

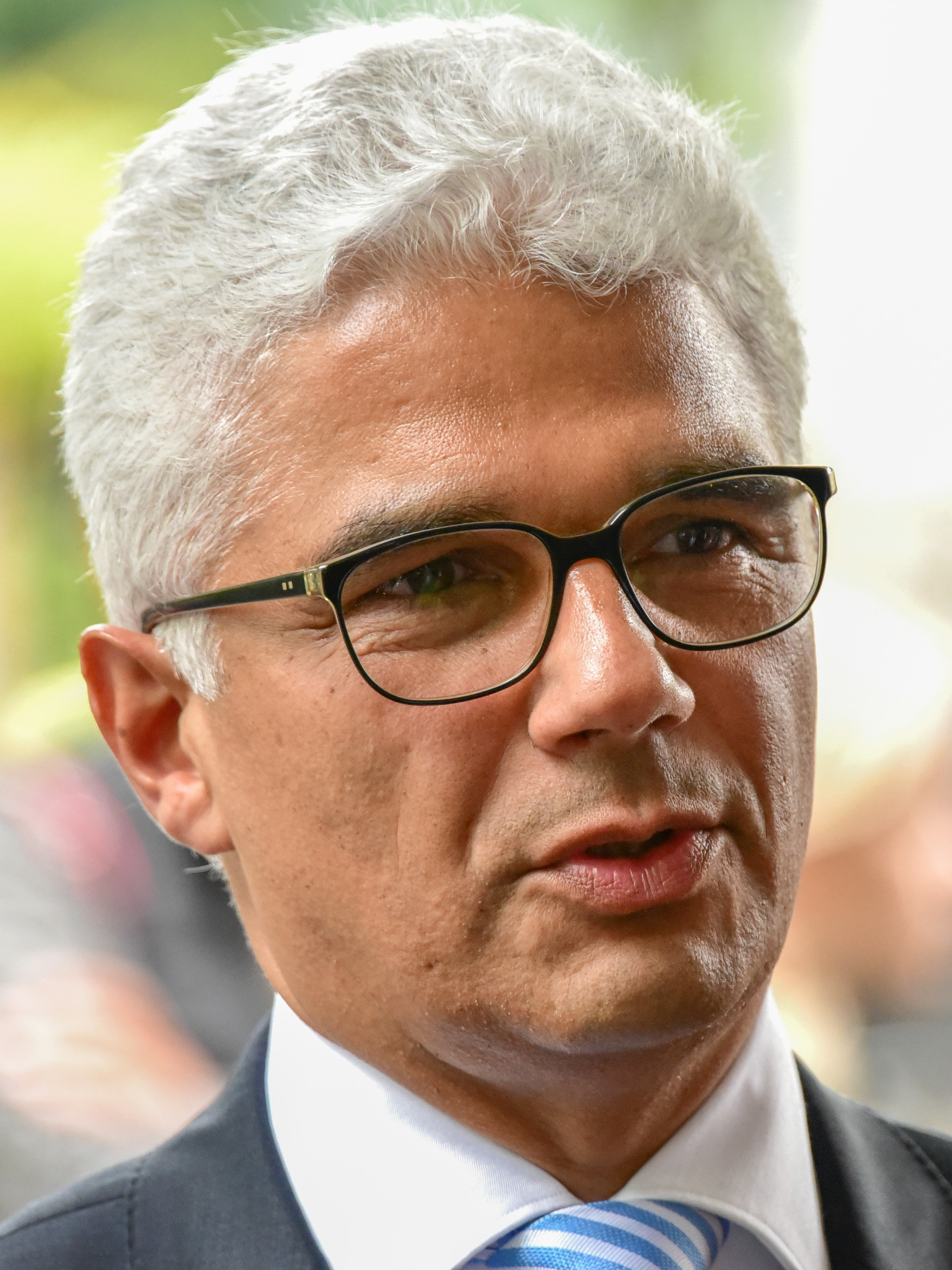
Ashok-Alexander Sridharan (* 1965)

- Srikerd, Anurak (* 1975), thailändischer Fußballspieler
- Srimanee, Orathai (* 1988), thailändische Fußballspielerin
- Srimuang, Karat (* 1991), thailändische Sprinterin
- Srinagarindra (1900–1995), thailändische Adelige, Mutter der Könige Ananda Mahidol und Bhumibol Adulyadej
- Srinivas, Vasudevan (* 1958), indischer Mathematiker
- Srinivasan, Amia (* 1984), Philosophin und Hochschullehrerin
- Srinivasan, Balaji (* 1980), US-amerikanischer Unternehmer und InvestorBalaji Srinivasan (* 1980)

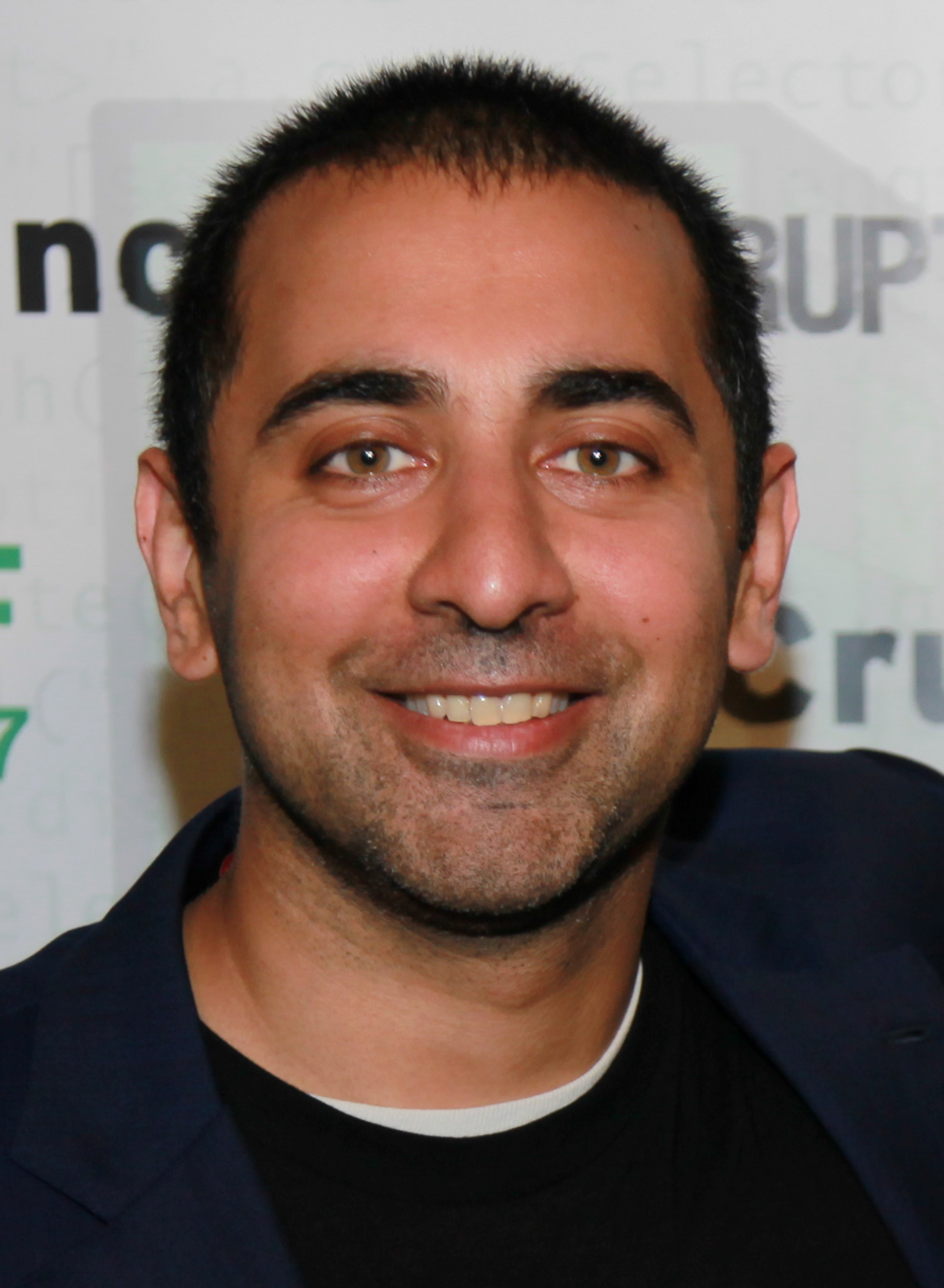
Balaji Srinivasan (* 1980)

- Srinivasan, Bhama (* 1935), indisch-US-amerikanische Mathematikerin
- Srinivasan, G. (1958–2007), tamilischer Filmproduzent
- Srinivasan, Jayaraman (* 1947), indischer Klimawissenschaftler
- Srinivasan, Rangaswamy (* 1929), indisch-US-amerikanischer Physiker, Erfinder und Unternehmer
- Srinivasan, Sri (* 1967), indisch-US-amerikanischer Jurist
- Srinivasan, Srinivasa Ayya (1932–2019), indischer Indologe
- Sripada, Chinmayi (* 1984), indische Sängerin
- Sripha, Thipthanet (* 1999), thailändischer Sprinter
- Sriprat, thailändischer Schriftsteller
- Sriram, R. (* 1954), indischer Yoga-Lehrer
- Srisaket Sor Rungvisai (* 1986), thailändischer Boxer im Superfliegengewicht
- Srithai Bookok (* 1996), thailändischer Fußballspieler
- Šriūbėnas, Stanislovas (* 1944), itauischer Politiker und Bürgermeister
- Srivaddhanaprabha, Aiyawatt (* 1985), thailändischer Unternehmer, Fußballfunktionär und Polospieler
- Srivaddhanaprabha, Vichai (1958–2018), thailändischer Unternehmer
- Srivastava, Chandrika Prasad (1920–2013), indischer Jurist, Direktor der Internationalen Seeschifffahrts-Organisation
- Srivastava, Nikhil, indischer Mathematiker und Informatiker
- Srivastava, Vidisha (* 1986), indisches Model und Filmschauspielerin
- Srividya (1953–2006), indische Schauspielerin

### Srj
- Srjubko, Andrij (* 1975), ukrainischer Eishockeyspieler

### Srn
- Srna, Anna Franziska (* 1968), österreichische Schauspielerin
- Srna, Darijo (* 1982), kroatischer FußballspielerDarijo Srna (* 1982)

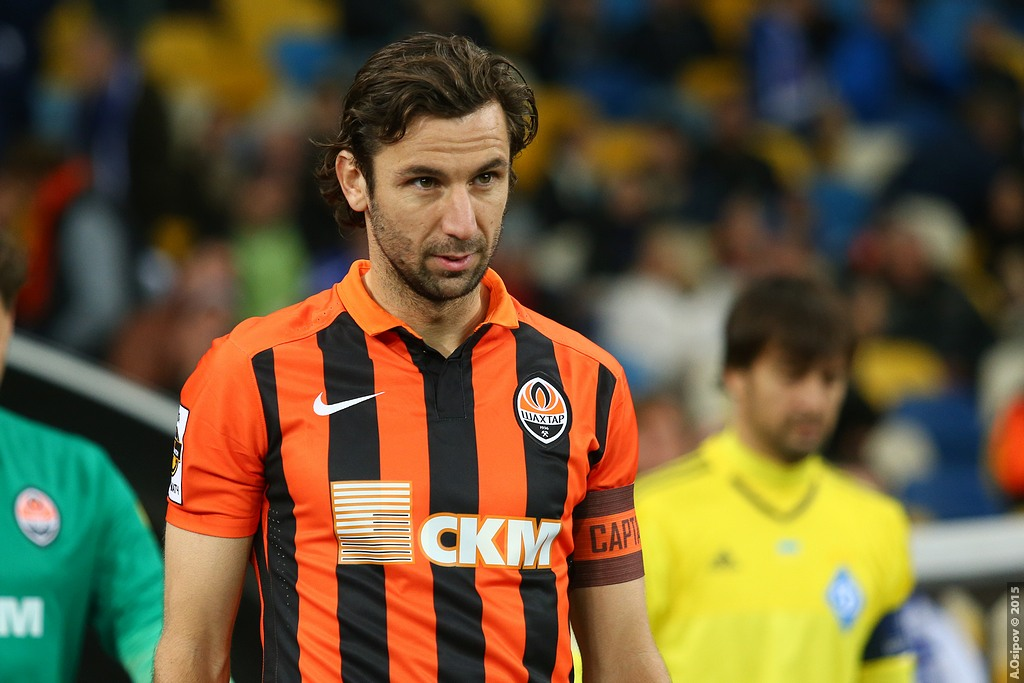
Darijo Srna (* 1982)

- Srna, Jasmina (* 1984), deutsche Fußballspielerin
- Srna, Zvonimir (* 1998), kroatischer Handballspieler
- Srncová, Božena (1925–1997), tschechoslowakische Kunstturnerin
- Srnić, Aleksandar (* 1988), serbischer Radrennfahrer
- Srníček, Pavel (1968–2015), tschechischer Fußballtorhüter
- Srnka, Miroslav (* 1975), tschechischer Komponist
- Srnka, Oskar (1884–1966), tschechischer Elektrotechniker, Hochschullehrer und -rektor

### Sro
- Šrobár, Vavro (1867–1950), österreichisch-ungarischer Arzt, Aufklärer und tschechoslowakischer Politiker
- Srock, Ernst (1916–1998), deutscher Pädagoge und Politiker (GB/BHE), MdB
- Sroczyński, Wojciech (* 1989), polnischer Poolbillardspieler
- Środa, Magdalena (* 1957), polnische Philosophin und Hochschullehrerin
- Srodecki, Rainer (* 1956), deutscher Fußballspieler
- Sroisena, Charuwan (* 1995), thailändische Diskuswerferin
- Sroka, Marta (* 1988), polnische Film- und Theaterschauspielerin
- Srokovski, Yaroslav (* 1961), ukrainischer Schachspieler
- Srokowski, Stanisław (1872–1950), polnischer Geograph und Diplomat
- Šromová, Hana (* 1978), tschechische Tennisspielerin
- Šroubek, Josef (1891–1964), tschechischer Fußball- und Eishockeyspieler
- Sroufe, Alan, US-amerikanischer Entwicklungspsychologe und Hochschullehrer
- Srouji, Johny (* 1964), israelischer Computeringenieur
- Srowig, Georg (1879–1951), deutscher Politiker (SPD) in der Weimarer Republik
- Srowig, Günter (* 1946), deutscher Fußballspieler

### Srp
- Srp, Alfred (1927–1987), österreichischer Filmeditor
- Srp, Hans-Jochen (* 1954), deutscher Fußballspieler

### Srs
- Sršen, Eva, jugoslawische Sängerin
- Sršen, Julija (* 1997), slowenische Skispringerin
- Srškić, Milan (1880–1937), serbischer Politiker und Premierminister von Jugoslawien

### Sru
- Srubar, Ilja (* 1946), tschechischer Soziologe
- Srugo, Harel (* 1982), israelischer Tennisspieler
- Srul, Esther († 1942), Opfer des Holocausts
- Sruoga, Balys (1896–1947), litauischer Schriftsteller
- Sruoga, Daniela (* 1987), argentinische Hockeyspielerin
- Sruoga, Josefina (* 1990), argentinische Hockeyspielerin
- Srur, Idan (* 1986), israelischer Fußballspieler
- Šrut, Sandra (* 1999), kroatische Leichtathletin
- Śrutwa, Jan (* 1940), polnischer römisch-katholischer Bischof
- Śrutwa, Mariusz (* 1971), polnischer Fußballspieler

### Srw
- Srwandzjan, Hamazasp (1873–1921), armenischer Befehlshaber der Armenischen Revolutionären Föderation

### Srz
- Srzednicki, Konrad (1894–1993), polnischer Maler und Grafiker